# Segeltrimm

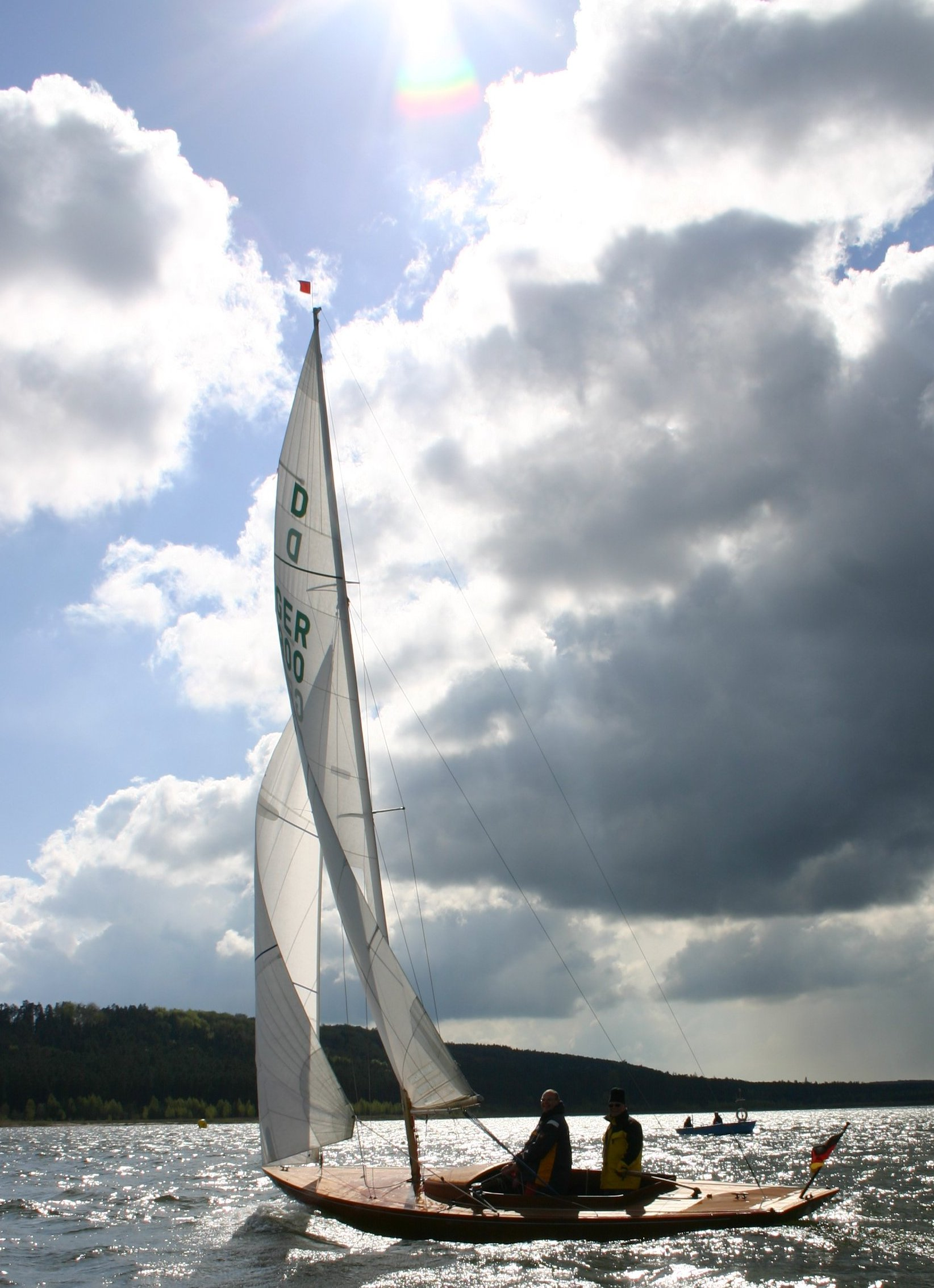
Segeltwist bei einem Drachen

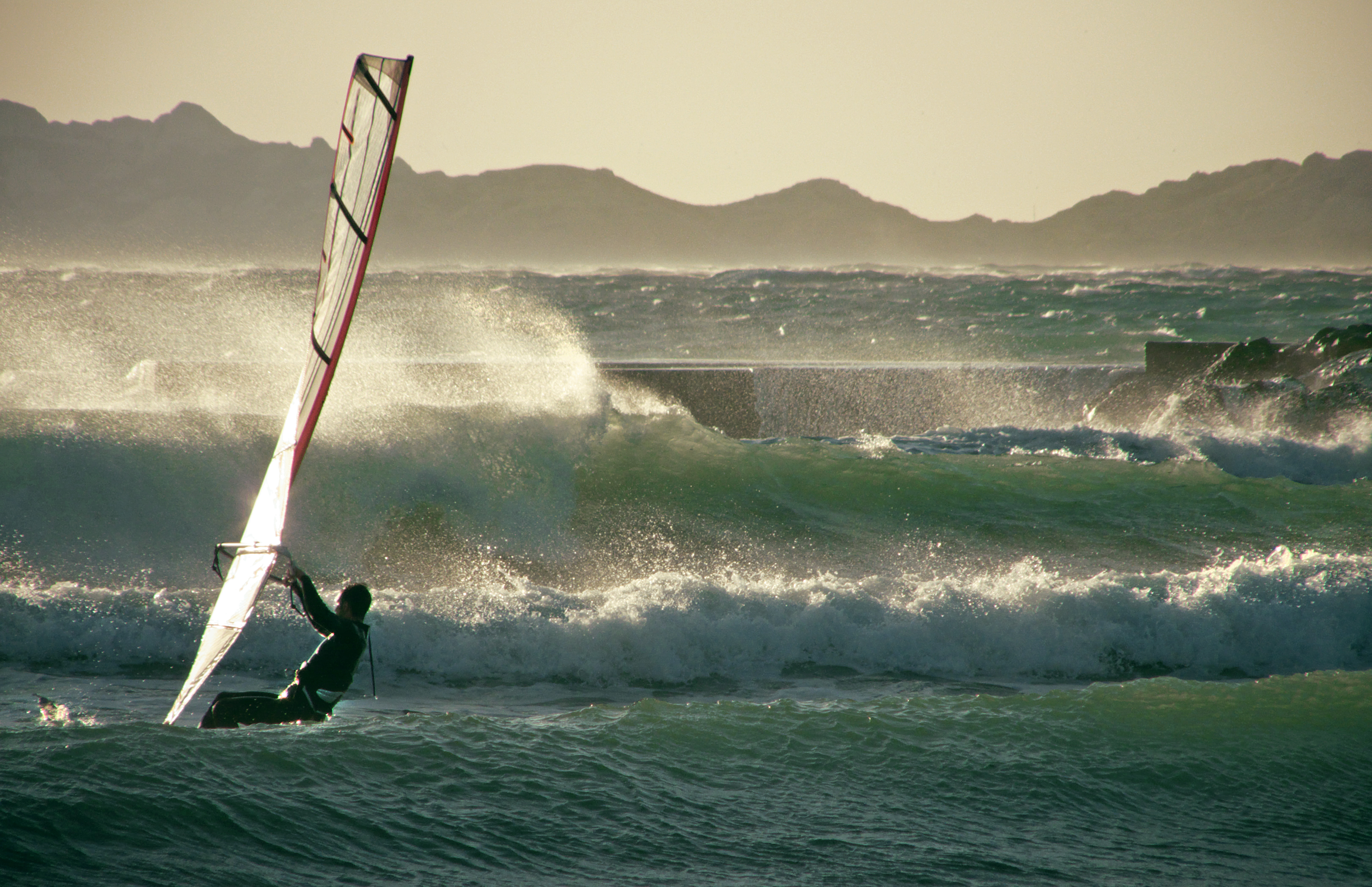
Segeltwist bei starkem Wind

Der Begriff Segeltrimm, auch Segeltrimmung (nach englisch to trim), bezeichnet beim Segeln die Einstellung der Segel und den Vorgang des Einstellens.
Ziel ist die Anpassung der Segelstellung und des Segelprofils an Wind, Kurs und Seegangsverhältnisse. Am Wind strebt man dabei ein möglichst günstiges Verhältnis von Widerstand (FW-Wert) und Vortrieb (FA-Wert) an. Vor dem Wind zählt dagegen die Maximierung des Widerstands. Bei starkem Wind reduziert ein korrekter Trimm die Krängung und erhöht dadurch die Sicherheit, den Komfort sowie die Lebensdauer der Segel durch Reduktion des Killens.
Teilweise greifen Trimmeinrichtungen nur indirekt am Segel an, indem die Einstellung des Riggs verändert wird (Mastfall und Mastbiegung).

## Steuergrößen beim Segeltrimm

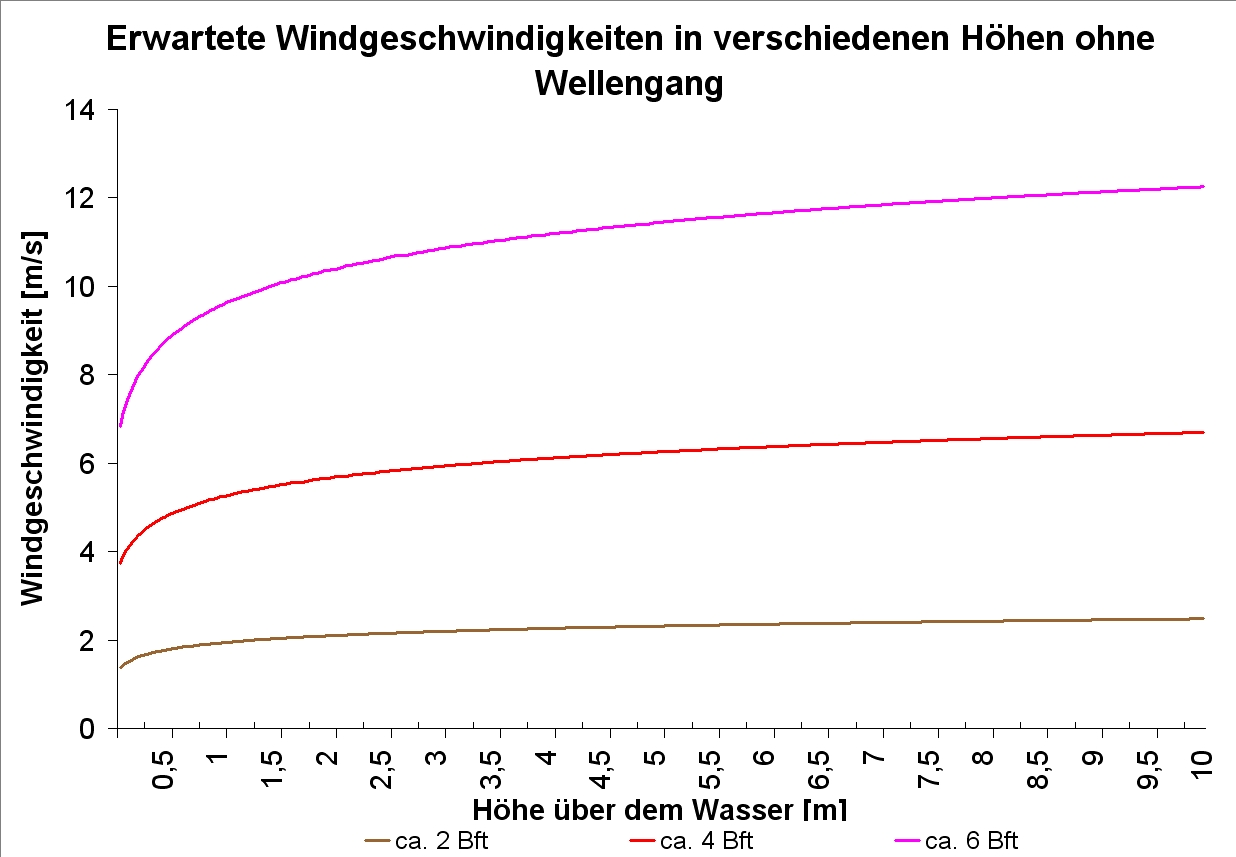
Diagramm zur Verdeutlichung des Windgradienten bei verschiedenen Windstärken

Verändert werden folgende Eigenschaften des Segelprofils:

### Vorliekwinkel
Um ein laminares Anliegen der Strömung zu ermöglichen, muss die vordere Kante des Segels, das Vorliek, einen möglichst kleinen Winkel zur Windanströmrichtung aufweisen, ideal ist also eine parallele Ausrichtung. Beeinflusst werden kann dieser Winkel hauptsächlich durch die Schot, aber geringfügig auch durch die Spannung des Vorlieks (zum Beispiel durch einen Cunninghamstrecker). Dieser Winkel spielt bei Großsegeln allerdings aufgrund des Mastes keine große Rolle, ebenso wenig wie bei Vorsegeln mit Rollreffanlage.

### Anstellwinkel
Der Anstellwinkel bezeichnet den Winkel, den scheinbarer Wind und gedachte Profilsehne, zwischen Vorliek und Achterliek des Segels, miteinander bilden. Für optimalen Vortrieb muss er so gewählt werden, dass auf Luv- und Leeseite des Segels eine laminare Strömung anliegt. Die gedachte Profilsehne stellt aber nur den mittleren Winkel dar, weswegen darauf geachtet werden muss, dass der achterliche Teil des Segels nicht soweit gebogen ist, dass er schon wieder als Bremse im Sinne des Luftwiderstandes wirkt. Meist liegt der optimale Anstellwinkel deshalb näherungsweise bei 15° (abhängig vom verwendeten Segeltyp). Der Anstellwinkel eines Segels wird mit Hilfe der Schot oder des Schotholepunktes reguliert. Da der Winkel der gedachten Profilsehne, in Bezug zur Mittschiffsachse, auf Grund des Gradientenwindes, nicht in jeder Höhe des Segels konstant ist, wird er mit Hilfe der zusätzlichen Trimmeinrichtungen für jede Höhe annähernd korrekt eingestellt. Dieser Vorgang wird mit Windfäden kontrolliert. Wenn der Winkel in jeder Höhe richtig eingestellt ist, ergibt sich automatisch ein sogenannter Twist (Verdrehung des Segelprofils über die Höhe).

### Twist

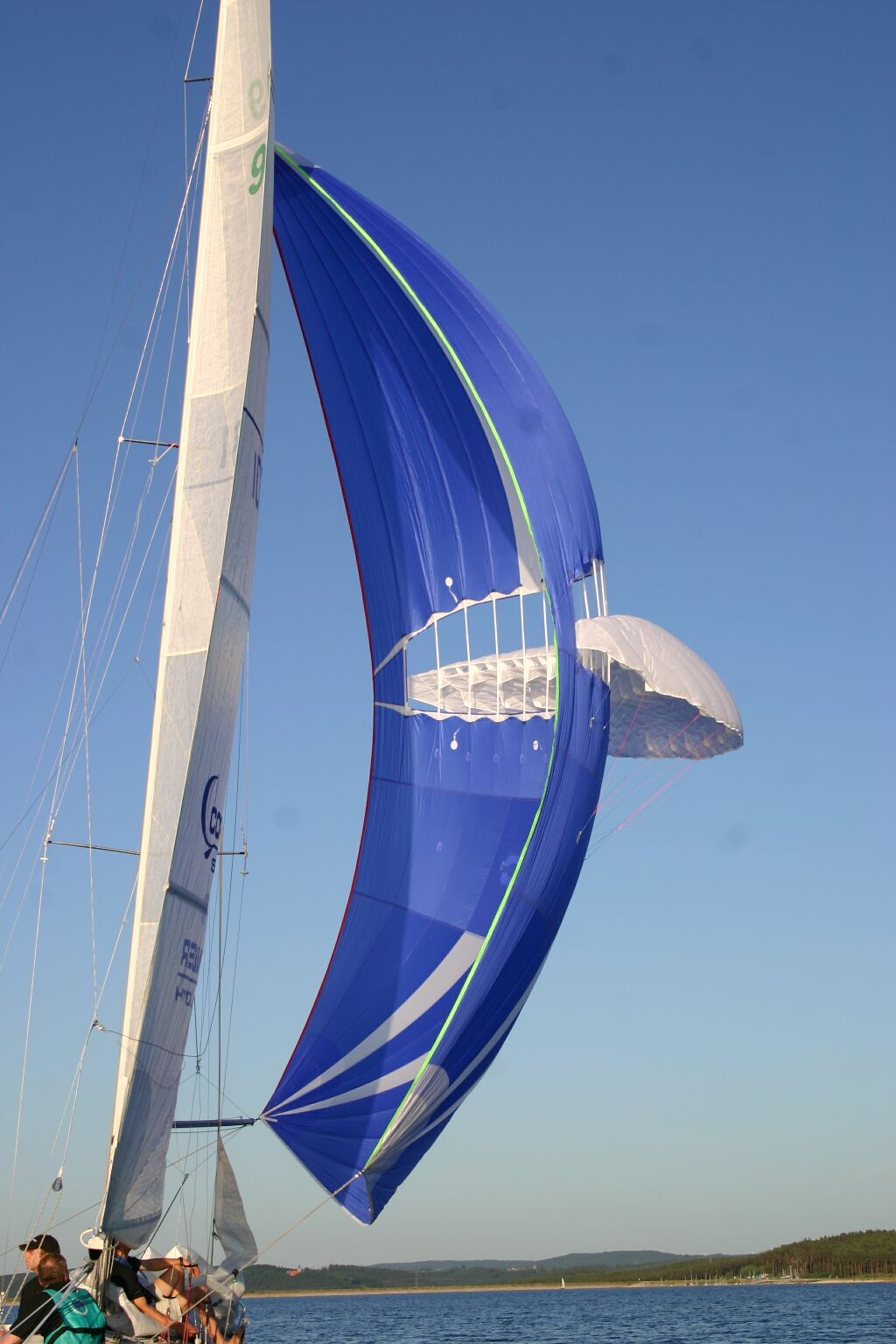
Der Twist im Großsegel dieses Bootes kann erkannt werden, indem man die gerade Linie des Vorliekes entlang des Mastes mit der Krümmung des Achterliekes vergleicht.

Aufgrund des Windgradienten (bodennah herrschen auf Grund von Reibung geringere Windgeschwindigkeiten als an der Mastspitze, wodurch der scheinbare Wind am Segelkopf achterlicher einfällt als am Segelhals) hat ein optimal getrimmtes Segel nicht auf ganzer Höhe den gleichen Anstellwinkel, sondern ist in sich verdreht. Diese Verdrehung bezeichnet man als Twist. Eine zunehmende Verdrehung reduziert die Kraft, da sie den oberen Teil des Segels öffnet. Dies lässt sich auf die einfache Formel mehr Twist (als optimal) = weniger Leistung bringen.
Der beim Segeln und damit beim Trimmen relevante Wind ist der „scheinbare“ Wind. Er ist die resultierende Komponente aus dem Fahrtwind und dem „wahren“ Wind. Der Einfallswinkel des scheinbaren Windes ändert sich mit der Höhe der Segel: Die bremsende Wirkung der Wasseroberfläche auf Grund von Reibung nimmt nach oben hin ab und damit die Windgeschwindigkeit zu. Das hat zur Folge, dass der scheinbare Wind im Verlauf des Vorlieks zum Masttopp hin immer weiter nach Luv dreht, also raumer einfällt. Diese unterschiedliche Anströmung des Profils von unten nach oben sollte mit Hilfe der Verwindung des Segels – des Twistes – möglichst genau angeglichen werden, damit es in allen Bereichen gleichmäßig umströmt wird und Vortrieb leisten kann. Das Einstellen des Twistes für das Großsegel geschieht für Kurse am Wind bis Halb-Wind im Wirkungsbereich des Travellers durch die Schot. Sobald der Traveller sich ganz in Lee befindet und der Anstellwinkel dann durch die Schot eingestellt wird übernimmt der Baumniederholer / Kicker diese Aufgabe. Das Vorsegel wird mit Hilfe der Windfäden (Trimmfäden oder englisch Telltales) durch Verschieben des Holepunktes eingestellt. Wenn der oberste Faden zuerst anfängt zu steigen ist zu viel Twist eingestellt und der Holepunkt muss zum Bug hin verstellt werden, dadurch wird das Schothorn weiter nach unten gezogen, die Achterliekspannung wird verstärkt und der Twist wird geringer. Wenn der untere Faden zuerst anfängt zu steigen ist zu wenig Twist eingestellt und der Holepunkt muss nach achtern verstellt werden um mehr Twist zu bekommen.
Ein stärker werdender wahrer Wind führt dazu, dass der Unterschied zwischen den Einfallswinkeln im unteren und oberen Bereich des Segels geringer wird. Die Differenz der Windgeschwindigkeiten des wahren Windes nimmt zwar bei steigender Windstärke zu, der Einfluss des Fahrtwindes wird aber immer geringer. Damit wird der Winkel zwischen wahrem und scheinbaren Wind geringer und damit auch die Differenz der Einfallswinkel unten und oben im Segel.
Deswegen sollte der Twist eines gut getrimmten Segels mit steigender Windstärke abnehmen. Also mehr Twist bei wenig Wind und weniger Twist bei mehr Wind. Der richtige Twist ist eingestellt, wenn alle Windfäden des Achterliekes des Großsegels auswehen und der oberste gerade beginnt wegzuklappen.
Hat das Großsegel bei optimalem Twist und richtigem Trimm zu viel Power (Druck), was an zu starker Luvgierigkeit oder Krängung zu erkennen ist, dann sollte es gerefft werden.
Kurz- bis mittelfristig kann in diesem Fall auf Halb- bis Amwind Kursen der Twist durch (leichtes) Fieren der Großschot etwas vergrößert werden. Damit wird der Druck im oberen Bereich des Segels reduziert und Krängung und Luvgierigkeit verringert. Das Segel entwickelt dann weniger Druck als optimal getrimmt möglich – was in diesem Fall ja gewollt ist. Allerdings neigen besonders nicht gelattete Rollsegel dann durch zu geringe Achterliekspannung zum Killen (Flattern), was die Strömung stört und das Segel langfristig beschädigen kann.
Deswegen kann alternativ besonders bei Amwind Kursen der Traveller etwas nach Lee gefiert und damit der Anstellwinkel reduziert werden. Damit wird gleichmäßig im ganzen Segel Druck rausgenommen, der Twist ändert sich aber nicht. Dies eignet sich besonders bei kurzen Böen, in denen das Segel zu viel Druck entwickelt (zu viel Power hat).
Auch bei starkem Seegang bei dem der Kurs sich nicht immer optimal halten lässt, kann es sinnvoll sein, zu viel (also etwas mehr als optimal) Twist im Großsegel zu wählen. Der optimale Twist wird dann für die Mitte des Großsegels eingestellt – unten ist das Segel dann zu dicht und oben zu weit gefiert. Dies ist ein Kompromiss zwischen perfektem Kurs und perfekt getrimmten Segel. Bei ungewollten Kursabweichungen z. B. beim Aussteuern von Wellen behält dann immer ein Teil des Großsegels den optimalen Druck.
Welche Maßnahme jeweils die Richtige ist, hängt von ganz vielen Faktoren ab und lässt sich nicht pauschal beantworten. So wird ein Regattasegler ganz anders vorgehen als ein Tourensegler und entscheidend beeinflusst natürlich auch das an Bord vorhandene Material die „richtige“ Wahl des Twistes. Ohne einfach bedienbarem Traveller (oder ganz ohne Traveller, was auf „modernen“ Yachten inzwischen üblich ist), bringt das Wissen über den optimalen Twist nicht viel, da dies nicht umzusetzen ist.

### Profiltiefe
Die Profiltiefe (auch: Bauchigkeit) beeinflusst sowohl den maximal erreichbaren Vortrieb des Segels als auch die maximale Höhe am Wind, die gelaufen werden kann. Je bauchiger, desto größer der Vortrieb und desto kleiner die maximale Höhe am Wind. Es ist nicht möglich, die Profiltiefe zu verändern, ohne dass dies auch eine Änderung der Lage des Bauches (Ort der höchsten Profiltiefe) zur Folge hätte. Eine Erhöhung der Profiltiefe hat immer auch ein Auswandern des Bauches nach Achtern zur Folge, was eine der Ursachen für den Verlust von maximaler Höhe am Wind ist.

## Trimmeinrichtungen

### Großsegel

Bezeichnungen am Großsegel

Die Schemazeichnung zeigt einen Großbaum (1), der mittels Lümmelbeschlag (3) mit dem Mast (2) verbunden ist. Im Großsegel (4) befindet sich am Schothorn eine Kausch, an der der Unterliekstrecker angeschlagen ist, der an der Großbaumnock (6) umgelenkt und in eine an der Unterseite des Großbaumes befestigte Clam-Klemme (V-Klemme) geführt wird. An der Unterseite des Großbaumes ist zudem die obere Umlenkrolle der Großschot (7) angeschlagen. Ebenso die obere Umlenkrolle des Großbaumniederholers (8), dessen untere Umlenkrolle mit Klemme am unteren Ende des Mastes angeschlagen ist. Der Lümmelbeschlag ist so montiert, dass er als ganzes auf einer im Mast verlaufenden Schiene vertikal verschiebbar ist und sich mittels einer an Lümmelbeschlag und unterem Ende des Mastes angeschlagenen Talje (9) nach unten ziehen lässt (der Zugwirkung des Großfalles entgegen) um das Vorliek des Großsegels zu spannen. Zusätzlich ist am Vorliek des Großsegels die Kausch für den Cunningham-Strecker erkennbar (oberer Bildrand). An der Großbaumnock ist außerdem die Dirk (5) angeschlagen.

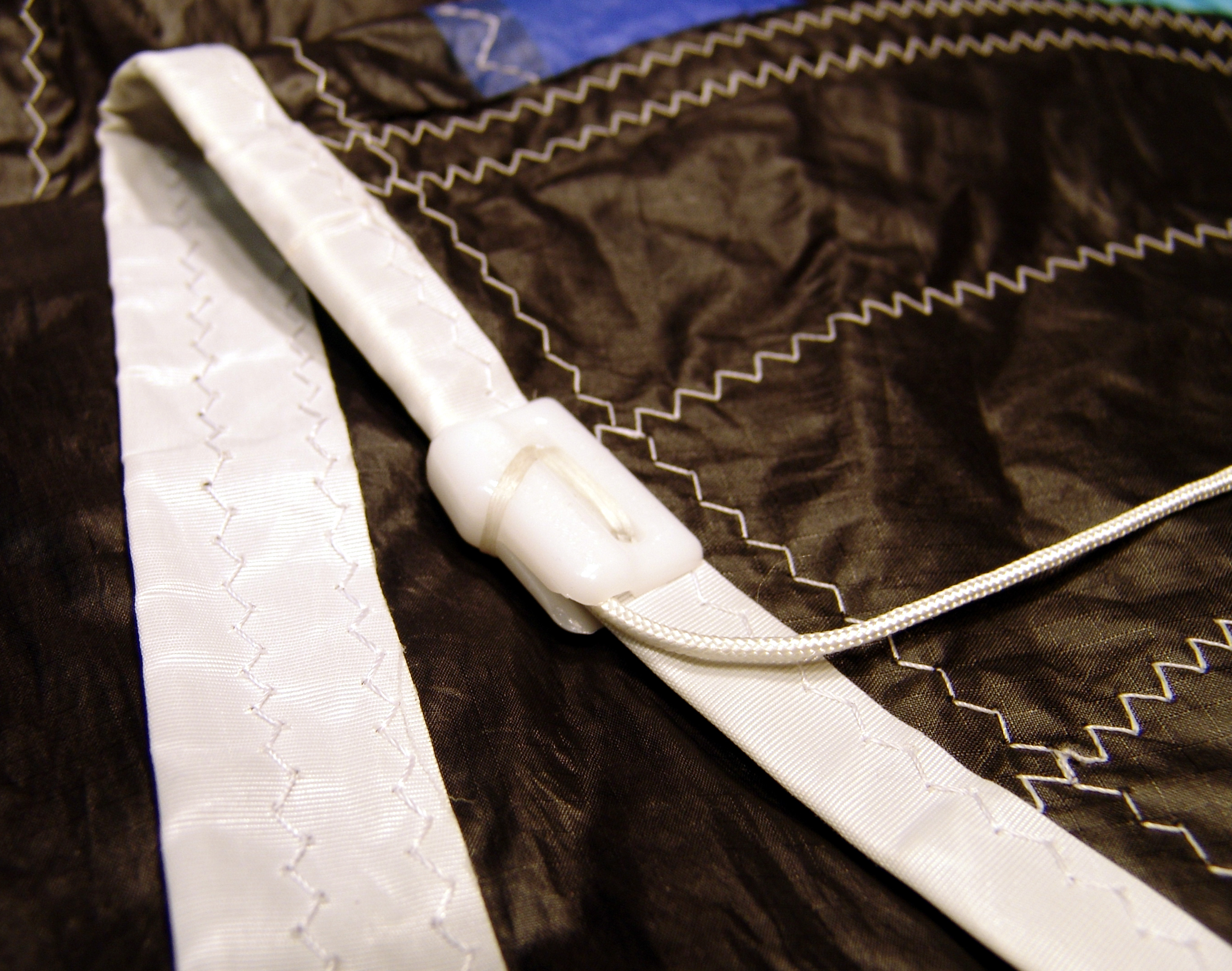
Das Ende einer Achterliekleine. Die weiße Kunststoffklemme dient dem Belegen der Leine.

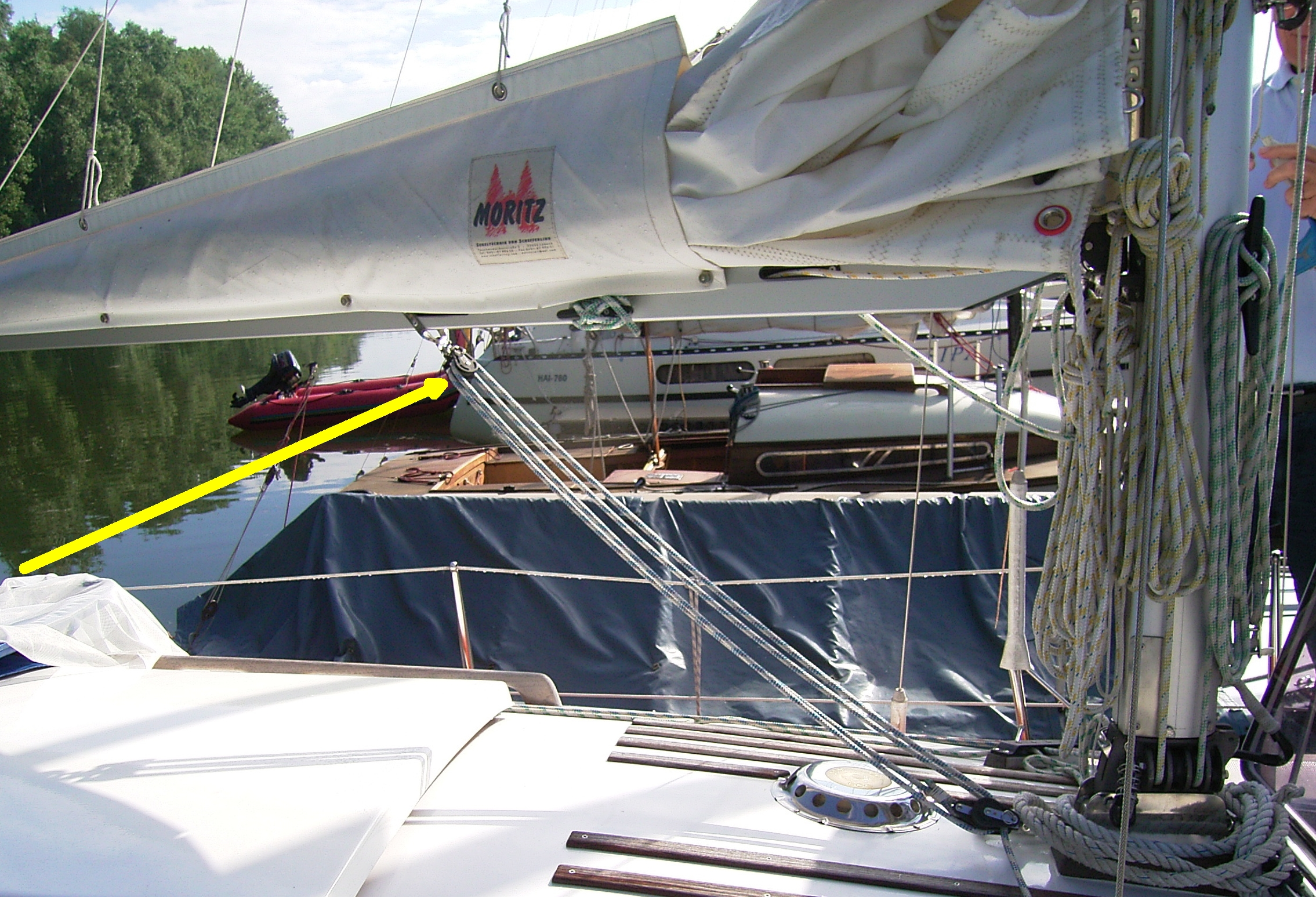
Ein einfacher Baumniederholer

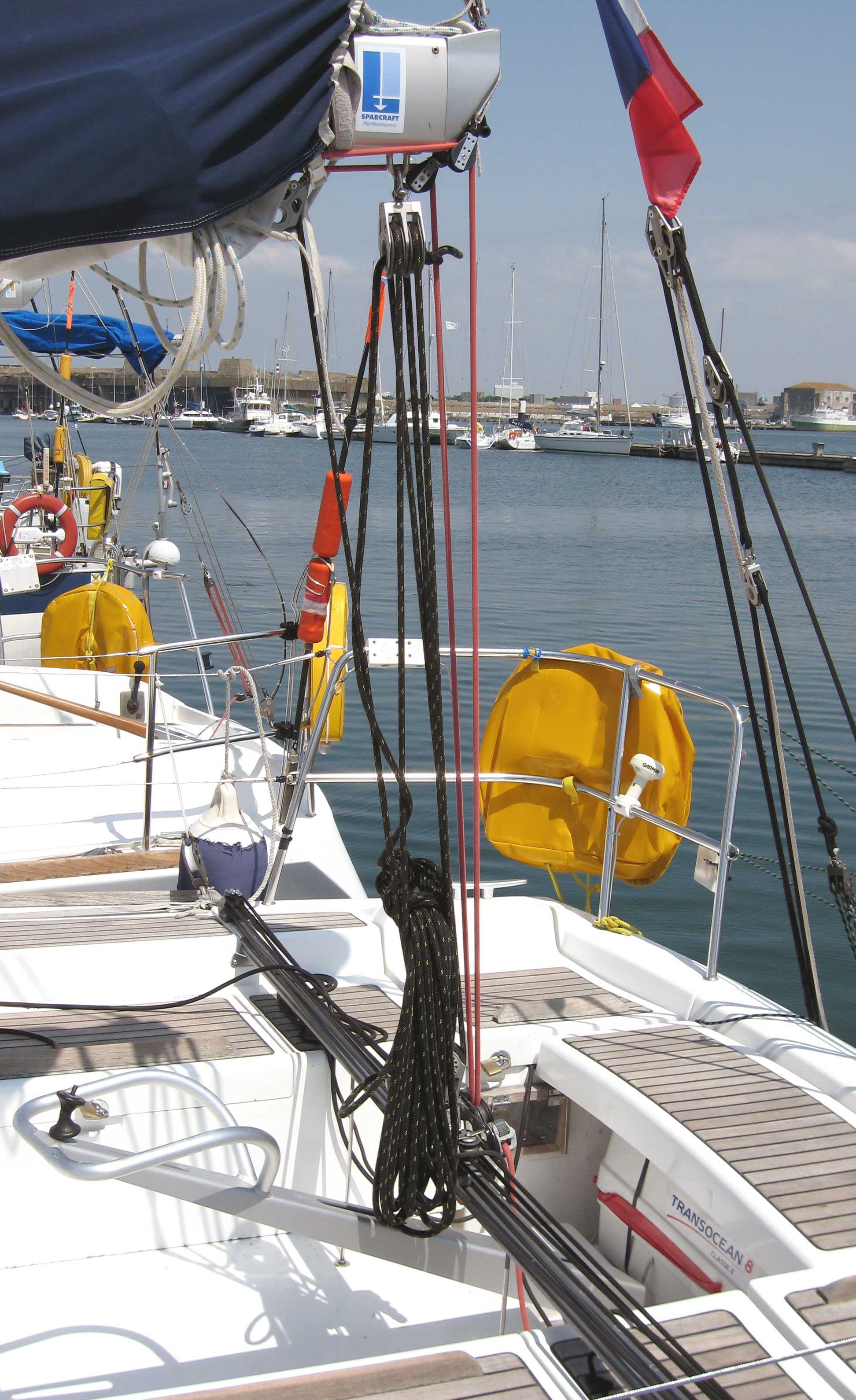
In der Bildmitte ist die über die gesamte Plicht laufende Traveller-Schiene mit Schlitten und Großschot erkennbar. Am rechten Bildrand sieht man den mehrfach untersetzten Achterstagspanner.

- Großschot: Mit der Großschot wird der Winkel des Großbaums zur Schiffslängsachse eingestellt. Sie ist die wichtigste Einstellmöglichkeit und die einzige, die immer verfügbar ist, während viele der nachfolgend genannten Möglichkeiten je nach Typ des Bootes entweder überhaupt nicht vorgesehen sind oder nur bei wettkampfmäßigem Segeln bedient werden müssen. Die Großschot wird dichtgeholt (und damit der Baum zur Mitte des Schiffes bewegt), wenn dicht am Wind gesegelt wird und weiter gefiert je mehr der Kurs nach Raum geändert wird. Da an der Großschot erhebliche Kräfte ansetzen, wird sie über Winschen oder einen mehrfachen Flaschenzug bedient.
- Großfall und Cunninghamstrecker (kurz: Cunningham, auch: Vorliekstrecker): Mit diesen beiden Einrichtungen lässt sich die Spannung des Vorlieks verändern. Eine höhere Spannung hat ein flacheres Profil zur Folge, gleichzeitig wandert der Segelbauch nach vorn. Der Vorteil des Cunninghams liegt in der einfacheren Bedienung.[1]
- Verschiebbarer Lümmelbeschlag: Auf Jollen und Kleinkreuzern wird oft ein höhenverstellbarer Lümmelbeschlag anstatt eines Cunninghams verwendet. Der Baum wird am Mast heruntergedrückt und arretiert um das Großsegelvorliek zu spannen.[2]
- Unterliekstrecker:  Hierbei handelt es sich um eine einfache Leine oder Talje, die vom Schothorn des Großsegels zur Baumnock läuft und der Spannung des Unterlieks dient. Höhere Unterliekspannung führt neben einer Abflachung des Profils zur Verlagerung des Bauchs in Richtung Großbaum.[1] Ein Nachteil des Unterliekstreckers ist, dass bei bauchigem Trimm die projizierte Segelfläche verkleinert wird, weil sich das Schothorn von der Baumnock in Richtung Mast verschiebt. Dieses Problem lässt sich durch Verwendung eines Flachreffs umgehen.[2]
- Flachreff: Das Flachreff ist entgegen seiner Bezeichnung keine Reff-, sondern eine Trimmeinrichtung. Es handelt sich um eine Weiterentwicklung des Unterliekstreckers, die analog zum Cunningham-Strecker für das Vorliek funktioniert. Bei Verwendung eines Flachreffs wird das Schothorn fest am Baum angeschlagen, dabei ist das Unterliek des speziell geschnittenen Segels so bemessen, dass das Profil maximal bauchig getrimmt ist. Einige Zentimeter (in Richtung Segelkopf und Hals) vom Schothorn entfernt ist eine zusätzliche Kausch in das Großsegel eingearbeitet. An dieser Kausch wird ein Strecker gefahren, durch den das Segel flach getrimmt werden kann ohne die projizierte Segelfläche zu verkleinern. Die übrigen Auswirkungen des Flachreffs sind mit denen des Unterliekstreckers identisch.[2]
- Achterliektrimmleine (auch: Achterliekleine, Jakobsleine oder: fälschlich Achterliekstrecker): Die Achterliektrimmleine ist eine dünne Leine, die durch den Saum des Großsegelachterlieks läuft. Man kann sie durchsetzten um ein Killen des Achterlieks zu unterbinden, was die Lebensdauer des Segels erhöht. Die Leistungsverbesserung ist minimal. Die Achterliekleine hat praktisch keine Auswirkungen auf das Profil. Bei übertrieben großer Spannung kann das Liek nach Luv umklappen, was den Luftstrom am Segel stark beeinträchtigen kann.[1]
- Baumniederholer (auch: Baumniederhalter, Baumkicker oder kurz: Kicker – teilweise wird der Begriff Kicker verwendet, um Systeme, die den Baum zusätzlich anheben können, von einfachen Niederholern abzugrenzen): Um den Twist des Segels zu kontrollieren, kann der Großbaum mittels Baumniederholer nach unten gezogen werden. Ein durchgesetzter Baumniederholer reduziert den Twist, erhöht die Spannung auf dem Achterliek und flacht das Profil ab. Die Bedeutung des Baumniederholers für den Stand der Segel ist auf raumen und Vormwind-Kursen am größten.[2] Bei kleinen Riggs (auf Jollen) führt ein stramm durchgesetzter Baumniederholer zu einer Verstärkung der Mastbiegung (konvexe Seite Richtung Bug), was das Profil im unteren Bereich zusätzlich abflacht und zum Vorliek verlagert. Dient der Niederholer der Kontrolle dieser Biegung, ist sein Anschlagpunkt am Mast häufig über eine Schiene höhenverstellbar.[7] Die einfachste Form des Baumniederholers ist eine Talje, die von einem Anschlagpunkt unterhalb des Lümmelbeschlags am Mast zum Großbaum zieht. Systeme, die den Baum zusätzlich nach oben verkippen können (zur Umkehrung der Wirkung eines normalen Baumniederholers und um die Dirk überflüssig zu machen.[2]), werden häufig als Rohrniederholer bezeichnet. Man unterscheidet hierbei:
  1. starre Kicker: Ein starres Rohr trägt den Baum. Solche einfachen Rohrkicker lassen sich entweder mit Hilfe von Schlitten am Mast oder Baum, mittels eines Gewindes oder durch Teleskopbauweise (meist feststellbar durch Federbolzen) in ihrer Länge verstellen.
  2. gefederte Kicker: Ein Federmechanismus wird mit einer Talje kombiniert, was eine schnelle stufenlose Verstellung erlaubt.
  3. hydraulische Kicker: Sind die auftretenden Kräfte sehr hoch, oder soll die Bedienung mit kleiner Crew erleichtert werden, finden solche Systeme auf großen Yachten Verwendung.[7]
- Achterstagspanner: Der Achterstagspanner verstärkt die Mastbiegung. Auf diese Weise entspannt/öffnet er das Achterliek, flacht das Profil vor allem im unteren Teil ab und verlagert es nach vorn. Bei Booten ohne Achterstag kann der gleiche Effekt durch Änderung der Wantenspannung, des Pfeilungswinkels oder der Länge der Salinge erreicht werden (Eine Korrektur auf dem Wasser ist in diesem Fall nicht möglich.)[2] Bei toppgetakelten Booten ist der Effekt auf die Mastbiegung nur gering ausgeprägt.[8]
- Traveller: Der Traveller besteht aus einer quer zur Längsachse des Bootes angebrachten Schiene und einem daran verstellbar angebrachten Schlitten. Dieser Schlitten bildet den Anschlagpunkt für die Großschot. Über den Traveller lassen sich der Twist und die Profiltiefe des Segels kontrollieren, indem die Angriffsrichtung der Schot geändert wird.[9] Befindet sich der Travellerschlitten in Lee, zieht die Schot den Baum stark nach unten, Twist und Profiltiefe werden reduziert und das Achterliek schließt sich. Steht der Schlitten in Luv, ist es umgekehrt.[1]
- Reffleinen: Reffleinen dienen dem Reffen des Segels, also der Verkleinerung des Segels bei zunehmendem Wind. Da eine zu große Segelfläche bei starkem Wind zu erheblicher Krängung und dadurch auch automatisch zu reduzierter wirksamer Segelfläche führt, kann durch Reffen sowohl die Sicherheit an Bord als auch die Geschwindigkeit wieder zunehmen. Zudem ist die Rumpfform auf einen bestimmten Krängungswinkel optimiert, und eine zu hohe Krängung bringt die Gefahr eines Sonnenschusses. Mit gerefftem Segel fallen allerdings einige Trimmmöglichkeiten weg, darunter der Cunninghamstrecker und der Unterliekstrecker, die aber – je nach Reffsystem – von den Reffleinen ersetzt werden. Da jetzt sowieso genügend Wind vorhanden ist, sind die Optimierungen aber auch nicht mehr zwingend nötig.

### Vorsegel (Fock und Genua)

Bezeichnungen am Vorsegel

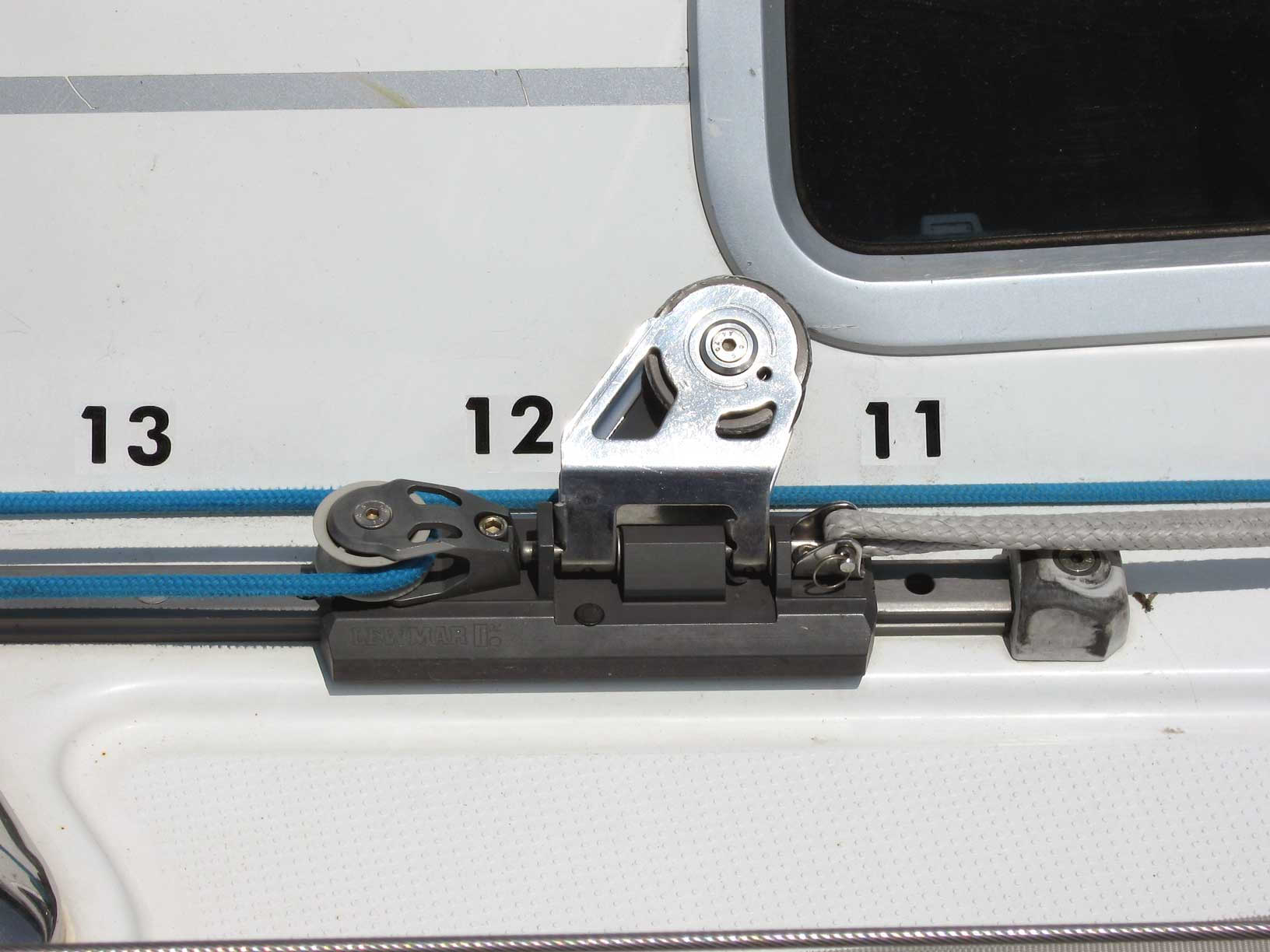
Ein verschiebbarer Fockschotholepunkt auf seiner Leitschiene

- Fockschoten: Ähnlich wie beim Großsegel wird die Segelstellung beim Vorsegel primär mit den Schoten verändert. Das Vorsegel hat allerdings immer zwei Schoten, eine an Backbord und eine an Steuerbord, wobei nur jeweils die leeseitige benützt wird. Außer bei kleinen Jollen werden die Fockschoten über Winschen geführt, damit die auftretenden Kräfte handhabbar bleiben.
- Fockfall: Analog zum Großsegel wird mit diesen Einrichtungen die Spannung des Vorlieks geändert. Bei höherer Spannung wird das Profil flacher und wandert nach vorne und oben. Um einen guten Stand des Vorsegels zu erreichen, muss das Fall so dicht durchgesetzt werden, dass sich keine waagrechten Falten bilden. Treten senkrechte Falten auf ist es zu dicht durchgesetzt.[1]
- verstellbare Holepunkte: Auf vielen Yachten läuft die Fock-, beziehungsweise Genuaschot über einen in der Längsachse des Bootes verschieblichen Umlenkpunkt. Dieser Umlenk- oder Holepunkt auf dem Vorschiff oder Seitendeck kann meist mit Hilfe von Leinen aus der Plicht heraus bedient werden. Die Trimmeinrichtung kontrolliert durch die Änderung des Angriffswinkels der Fockschot (analog zum Traveller für die Großschot) den Twist und die Profiltiefe des Vorsegels.[10] Ein Verschieben in Bugrichtung verringert den Twist, schließt das Achterliek und erhöht Profiltiefe, in Heckrichtung ist die Wirkung gegenteilig. Als Orientierung auf Amwindkurs dienen (falls keine Windfäden vorhanden sind) die Spannungen von Unter- und Achterliek, die bei mittlerem Wind etwa gleich sein sollten. Bei modernen Segelschnitten sollte die Spannung des Achterlieks geringfügig höher liegen als die des Unterlieks.[1] Seltener ist eine Verstellung der Holepunkte in Querschiffsrichtung möglich, die Wirkung gleicht in diesem Fall der eines Barberholers.
- (Fock-)Schotbeiholer (auch: Barberholer, engl. ‚Barber hauler’): Eine enge Führung der Fockschot (die Holepunkte liegen nahe der Mittschiffslinie) erlaubt das Fahren von höheren Kursen am Wind und verkleinert den Wendewinkel. Auf raumen Kursen ist mit dieser Schotführung jedoch kein guter Stand der Segel mehr erreichbar und die projizierte Segelfläche gering. Dieses Problem lässt sich durch die Verwendung eines Fockschotbeiholers umgehen. Der Beiholer besteht aus einem Klappblock, der vor dem Holepunkt auf die Fockschot gesetzt wird (alternativ kann ein Metallring verwendet werden, durch den die Schot geführt wird[10]) und an einer Leine befestigt ist. Diese Leine wird über einen weiteren Block, der meist an der Fußreling des Bootes angeschäkelt ist, umgelenkt, so dass sich die Fock durch Dichtholen der Leine weit ausstellen lässt.[1] Wird der Barber Hauler mittschiffs der eigentlichen Holepunkte befestigt, lässt sich eine engere Schotung des Segels erreichen, um mehr Höhe zu laufen.[10]
- Achterliektrimmleine (auch: Achterliekleine, oft fälschlich: Achterliekstrecker): Die Fockachterliektrimmleine hat die gleichen Wirkungen wie die Achterliektrimmleine des Großsegels.[1]
- Achterstagspanner: Bei topp- und 15/16-getakelten Booten wird über den Achterstagspanner der Durchhang des Vorstags kontrolliert. Das Durchsetzen des Spanners reduziert den Durchhang und verlagert so den Bauch von Fock, beziehungsweise Genua nach vorn und flacht das Segelprofil ab. Mit durchgesetztem Achterstagspanner kann mehr Höhe am Wind gelaufen werden.[8]

## Hilfsmittel zum Segeltrimm

### Trimmscheibe
Eine Trimmscheibe gibt Auskunft zu den Einstellungen der Trimmeinrichtungen unter Berücksichtigung der Wind- und Wellenbedingungen. Trimmscheiben gibt es in herkömmlicher Form aus Kunststoff oder Karton, neuerdings auch in elektronischer Form als Smartphone-Applikation.

### Verklicker
Ein Verklicker zeigt die Windrichtung des scheinbaren Windes an und erleichtert so das korrekte Einstellen des Anstellwinkels. Verklicker werden entweder am Masttopp oder an den Wanten befestigt. Ersatzweise können Wollfäden (oder etwas Vergleichbares) an den Wanten befestigt werden.

### Windfäden und Segeltuchstreifen
Windfäden (Telltales oder Trimmfäden, kleine Fäden aus leichter Kunstfaser oder Wolle) visualisieren die Laminarströmung und erleichtern das Einstellen der Segel.

### Trimmtabellen
Trimmtabellen enthalten Angaben zu den Einstellungen einzelner Trimmeinrichtungen unter bestimmten Bedingungen.
Es handelt sich um Übersichten, die dem Ungeübten ein besseres Verständnis vom Zusammenspiel der Einrichtungen vermitteln. Die Angaben sind in der Regel unpräzise beziehungsweise allgemein gehalten, da die exakten Einstellungen ohnehin von Rigg, Rumpf und verwendeten Segeln abhängen.
Gute Trimmtabellen berücksichtigen neben Windstärke, Kurs zum Wind und Seegang auch das Rigg des Bootes, da Trimmeinrichtungen bei verschiedener Takelung unterschiedlich wirken.